# Marguerite Bise
Pour les articles homonymes, voir Bise.
Marguerite Bise, née Sautreau, le 8 août 1898 dans le 10e arrondissement de Paris et morte le 21 mai 1965 à Talloires (Haute-Savoie), est une cheffe cuisinière française.
Elle est connue pour avoir obtenu les trois étoiles au Guide Michelin, en 1951, avec son restaurant l’Auberge du Père Bise, à Talloires en Haute-Savoie. Elle est la troisième femme à obtenir cette récompense.
Ses plats les plus réputés étaient un gratin de queues d’écrevisses ou encore une poularde de Bresse à l'estragon.

## Biographie
Marguerite Valentine Sautureau naît le 8 août 1898 dans le 10e arrondissement de Paris.
Elle est connue pour avoir obtenu les trois étoiles au Guide Michelin, en 1951, avec son restaurant l’Auberge du Père Bise, à Talloires en Haute-Savoie. Elle est la troisième femme après Eugénie Brazier et Marie Bourgeois, et avant Anne-Sophie Pic à obtenir les trois étoiles au Michelin,,.

## L’Auberge du père Bise

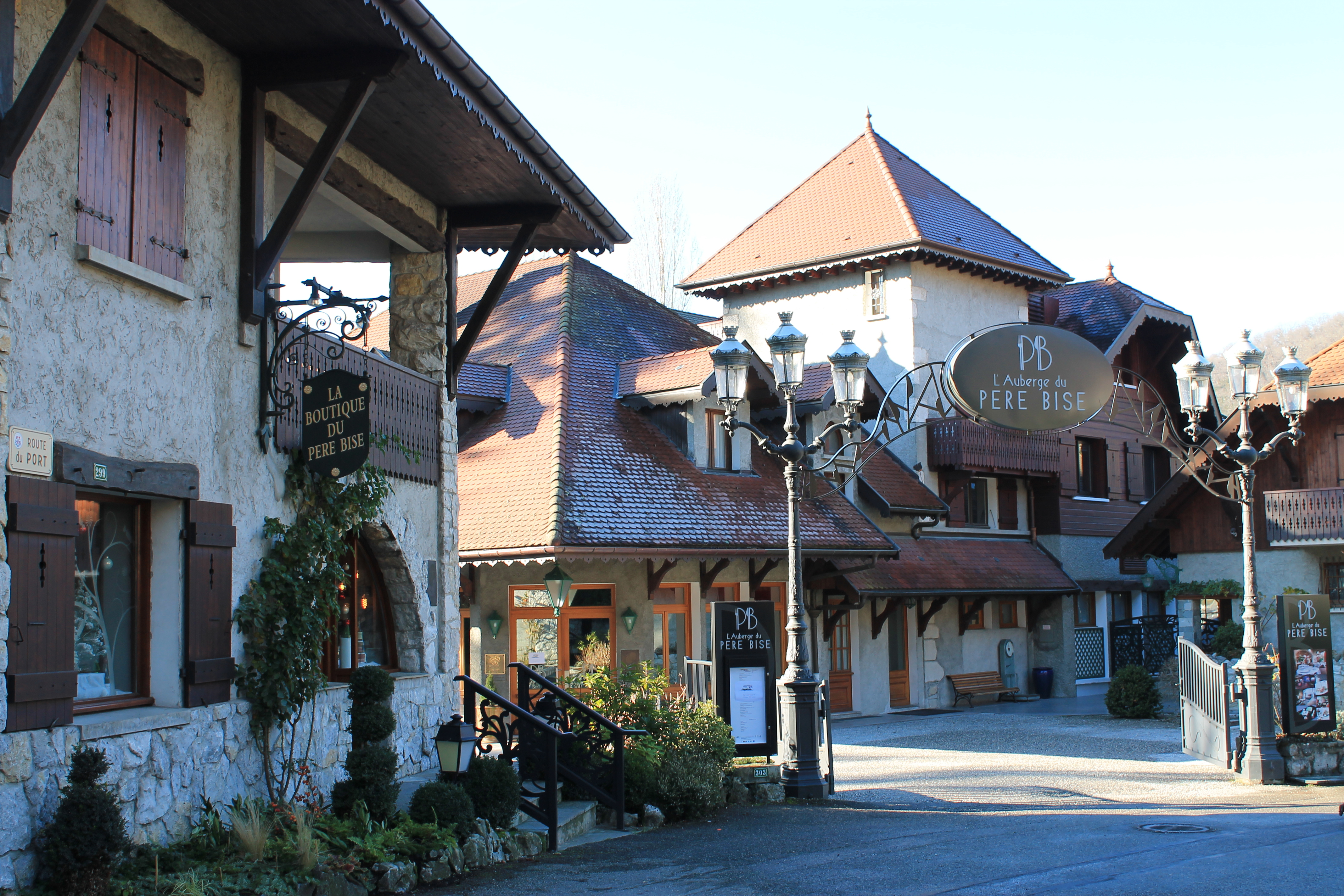
Auberge du père Bise, à Talloires.

L'auberge fut créée à Talloires, au bord du lac d'Annecy par François (le père Bise) et Marie Bise vers 1903. Elle fut reprise par Marguerite Bise et son mari Marius (1894-1969, le fils de François et Marie), à partir de 1928, puis par François (1928-1984, le fils de Marguerite et Marius) et Charlyne Bise (née en 1938), à partir de 1957.
L'auberge conserve sa troisième étoile de 1951 à 1983, puis la reprend de 1985 à 1987. En 2013, c'est Sophie Bise (née en 1963), la descendante de la « dynastie », qui tient l'auberge.
Avant d'obtenir les trois étoiles Michelin en 1951, Marguerite Bise avait obtenu une première étoile en 1931 puis une seconde en 1933 avec l'appréciation « une cuisine excellente […] qui mérite le détour ».
Ses plats les plus réputés étaient un gratin de queues d’écrevisses ou encore une poularde de Bresse à l'estragon.